# Міжнародна школа Азербайджану
Міжнародна школа Азербайджану (англ. The International School of Azerbaijan (TISA)) — приватна міжнародна школа, розташована в столиці Азербайджану Баку. Школа є членом Ради міжнародних шкіл (англ. Council of International Schools — «CIS») та Центральної та східної асоціації європейських шкіл, (англ. Central and Eastern European Schools Association — «CEESA»).

## Коротка історія
Школа була заснована у 1996 році міжнародним консорціумом «Azerbaijan International Operating Company» (AIOC), одним із співвласників якого є державна азербайджанська нафтогазова компанія SOCAR, і призначалася для дітей дипломатичного корпусу, працівників консорціуму та міжнародних бізнесових структур, які працювали в Баку. Навчальні класи розташувалася у пристосованих приміщеннях консорціуму по вулиці Нігара Рафабаллі. Школа управлялася Європейською Радою міжнародних шкіл, (англ. European Council of International Schools — «ECIS»).
Починаючи з вересня 1998, школа почала функціонувати як департамент AIOC, а роком пізніше — як департамент PP-Amoco. Нині адресою для поштових відправлень є офіс департаменту «BP Azerbaijan» в Міддлсекс.
Консорціум започаткував будівництво кампусу школи із усією необхідною інфраструктурою на околиці Баку в «Королівському парку Стоунпей» (кам'яне плато), який був розрахований на 200 учнів. У січні 1999 школа переїхала у нові приміщення.
Для надання можливості учням здобувати свідоцтва про базову загальну освіту та дипломи про повну середню освіту міжнародного зразка, які визнаються і приймаються кращими навчальними закладами світу, у школі з 1998 проводилася інтенсивна робота з впровадження освітніх програм «IB World School» (укр. «Світової школи міжнародного бакалаврату»).
28 вересня 1999 була акредитована Middle Years Programme (укр. Програма середніх років) — програма, орієнтована на учнів середніх класів), власником та розробником цієї програми  — некомерційним освітнім фондом «International Baccalaureate®».
26 грудня 1999 була акредитована Primary Years Programme" (укр. Програма ранніх років) — програма, орієнтована на учнів початкових класів).
28 травня 2001 школа завершила процедуру акредитації освітнім фондом «International Baccalaureate®», акредитувавши Diploma Programme (укр. Програма для здобуття диплома) — програма, орієнтована на учнів старших класів).
Із збільшенням кількості учнів, у листопаді 2000 було започатковано проект розширення школи і у листопаді 2001 було здано корпуси «TISA-2». Школа поповнилася новими класними кімнатами, науковими лабораторіями, столовою та залом засідань і урочистостей. Із зростанням популярності школи і зростанням кількості учнів школа розпочала новий проект розширення «TISA-3», який було завершено у 2003 та, в черговий раз, розширено у 2006.
У 2003 TISA увійшла до Ради міжнародних шкіл і була повністю акредитована Радою.

## Освітні програми
Освітні програми охоплюють процес навчання і виховання учнів від 2 до 19 років і включають такі рівні:
1. Програма виховання і навчання у ясельних групах для дворічних і трирічних діток.
2. Програма ранніх років «Primary Years Programme», розрахована на дітей віком від 3 до 11 років, до якої входять:
- Програма дошкільної підготовки, орієнтована на вихованців дитячого садочка віком від 3 до 6 років;
- Програма початкової освіти, орієнтована на учнів початкових класів віком від 6 до 11 років.

3. Програма середніх років «Middle Years Programme», орієнтована на учнів віком від 11 до 16 років.
4. Програма для здобуття диплома «Diploma Programme», орієнтована на учнів віком від 16 до 19 років.
5. Програми післяшкільного навчання, до яких входять заняття музикою, окремими навчальними предметами та спортом, включаючи футбол, баскетбол, хокей на роликах, софтбол та регбі.

### Програма дошкільної підготовки
Програма дошкільної підготовки має дві основні складові:
- активний і креативний розвиток дитини із знайомством та вивченням англійської (віком від 3 до 5 років);
- психологічна, фізична та дошкільна підготовка до процесу систематичного навчання в школі за двомовною (англ. be-lingual) програмою (підготовчі групи віком від 5 до 6 років). Діти, для яких англійська мова є «другою», відвідують не менше, ніж по три уроки на тиждень.

Вихованці дитячого садочка отримують двомовну дошкільну освіту та розвивають інтелектуальні і комунікативні здібності, навички культури поведінки, фізичної, психологічної та мотиваційної готовності дитини до навчання в школі із максимально можливим застосуванням заохочувальних моментів для перетворення процесу навчання у цікаву і захоплюючу гру.

### Програма початкової освіти
Програма початкової освіти надає можливість отримати двомовну початкову освіту високого рівня та виховує майбутнього «громадянина світу». Ключовими є основні шість предметів:
- мова;
- соціальні дослідження;
- математика;
- мистецтво;
- науки;
- особиста, соціальна та фізична культура.

Формуючи майбутнього громадянина світу, у процесі навчання особливу увагу приділяють шести міждисциплінарним темам:
- Ким ми є:
Природа самосвідомості. Вірування та цінності (духовні, правові, матеріальні та нематеріальні тощо). Фізичне, психічне, соціальне та духовне здоров'я. Людські стосунки, включаючи сім'ї, шкільний колектив, друзів, громади та культуру. Права та обов'язки. Що означає бути людиною?
- Наше місце у часі та у просторі:
Питання орієнтування і розуміння свого розташування у просторі і часі. Особисті історії. Місця проживання, будинки та дослідження світу через подорожі. Відкриття, дослідження та міграції людства. Відносини між людьми, громадами та взаємозв'язок окремих осіб і цивілізацій з локальної та глобальної перспектив.
- Як людина реалізує себе у суспільстві:
Як ми висловлюємо власні думки та ідеї, почуття, природу, культуру, вірування та уявлення про цінності. Способи і методи формулювання думок і роздумів. Потяг до творчості і творчої діяльності, уміння оцінювати плоди нашої творчостіі і сприймати оцінки інших. Вдячність за оцінки і увагу до вас з боку членів спільноти. Прагнення до естетичної довершеності.
- Як влаштований світ:
Дослідження природи світу та його законів. Закони взаємодії природного світу (фізичного та біологічного) та людського суспільства. Як люди використовують своє розуміння наукових принципів на практиці. Вплив науково-технічного прогресу на суспільство та довкілля.
- Як влаштовані суспільства:
Дослідження взаємозв'яку людських громад та спільнот. Структура та функції організацій. Суспільне прийняття рішень. Економічна діяльність та її вплив на людину та довкілля.
- Ресурси планети та почуття відповідальності за їх використання:
Спільний доступ до ресурсів планети. Дослідження прав та обов'язків у боротьбі за обмежені ресурси з іншими людьми та іншим живим світом. Спільноти та відносини всередині та між ними, доступ до рівних можливостей. Мир і врегулювання конфліктів. Співіснування із світом тварин і рослин та відповідальність за долю планети.

### Програма середніх років
Програма середніх років надає можливість отримати двомовну базову середню освіту високого рівня, формує основні засади для можливості опанування «Програми для здобуття диплома» та виховує майбутнього «громадянина світу». Знання і навички учнів оцінюються у восьми дисциплінах, а також у навичках синтезування нових міждисциплінарних знань:
- Мова та література (англійська та російська)
- Друга іноземна мова (французька, іспанська, російська, азербайджанська)
- Особистості та суспільства
- Науки
- Математика
- Мистецтво (візуальне мистецтво, музика, драма)
- Фізична та медична освіта
- Дизайн

### Програма для здобуття диплома
Програма призначена для можливості здобуття ib-диплома і передбачає вивчення шести груп навчальних дисциплін:
- Група 1. Мови та література. Включає два курси:
  - Англійська А: мова та література
  - Російська А: мова та література
- Група 2. Друга іноземна мова. Включає чотири курси:
  - Англійська
  - Російська
  - Іспанська
  - Французька
- Група 3. Суспільствознавство. Включає чотири курси:
  - економіка
  - географія
  - історія
  - психологія
- Група 4. Природничі науки. Включає три курси:
  - біологія
  - фізика
  - хімія
- Група 5. Математика. Включає три курси:
  - базовий стандартний рівень
  - стандартний рівень
  - вищий рівень
- Група 6. Мистецтво. Включає три курси:
  - образотворче мистецтво
  - театр
  - музика

Для можливості здобути ib-диплом учень повинен опанувати принаймні по одному курсу із кожної з груп. Учень може обирати конкретні курси в залежності від того, яку професію планує опановувати і від того, які саме курси потрібні для прийому у конкретні навчальні заклади, де планується здобувати вищу освіту. При цьому, допускається замість курсу з шостої групи додатково обрати будь-який з курсів, що входять до 1-5 груп.

## TISA Titans
Школа є домівкою спортивного шкільного клубу «TISA Titans». Клуб є одним із співзасновників «Атлетичної асоціації Шовкового шляху» (англ. Silk Road Athletics Association (SRAA)) та членом «Центральної та східної асоціації європейських шкіл» англ. Central Eastern European Schools Association (CEESA), які організовують змагання у Азербайджані та Грузії, а також, у країнах Східної Європи.
До клубу входять команди з футболу, волейболу, баскетболу, плавання, софтболу, тенісу та інші. Найбільших успіхів досягли баскетболісти, які мають можливість тренуватися у прекрасно оснащеному шкільному спорткомплексі.